# Gustave Chopinet
Pour les articles homonymes, voir Chopinet.
Gustave Chopinet est un homme politique français et médecin. Né le 26 avril 1847 à Bazoches-lès-Bray (Seine-et-Marne)  et mort le 23 décembre 1918 à Paris, il est maire de Crépy-en-Valois de 1888 à 1918, député de l'Oise et vice-président du Conseil général de l'Oise.

## Biographie

### Enfance et formation
Le docteur Chopinet est issu d'une famille modeste (un père maçon et une mère couturière). Entré à 13 ans au Petit Séminaire de Meaux il y reste trois ans.
Il étudie au collège de Melun puis suit les cours à la faculté de médecine de Paris comme répétiteur au lycée Louis-le-Grand, il opte alors pour la cause radicale,.
Au milieu de ses études, interrompues par la guerre franco-prussienne de 1870 , il est aide-major au 118e bataillon de marche de la garde nationale puis volontaire pour le même bataillon et enfin interne des ambulances du 9e arrondissement.
En 1875 il parvient à décrocher son diplôme de médecine. Il s'installe alors à Crépy-en-Valois, dans l'Oise, où il fera toute sa carrière politique et où il exercera comme médecin au bureau de bienfaisance.

### Carrière politique
Intéressé par la vie politique locale, il entre au conseil municipal de Crépy dès 1884 dominé par les conservateurs, monarchistes et bonapartistes. Il siège dans l'opposition de gauche. Président du comité républicain d'alors, il s'engage dans la bataille municipale où il est élu Maire de la ville le 13 mai 1888 à 41 ans. Élu conseiller d'arrondissement le 30 juillet 1892 , il entre ensuite au Conseil général de l'Oise le 22 janvier 1893 dont il devient un des vice-présidents,.
Fervent partisan de l'instruction publique, il fait construire une école moderne de garçons et ne croit pas en l'enseignement des questions religieuses. Il obtient la laïcisation des écoles de filles et des écoles maternelles sur le fondement de la Loi Goblet. il participe aussi à l'assainissement de Crépy-en-Valois.
Défenseur entre autres de la réforme du mode d'élection du Sénat, de la suppression des impôts de consommation, de la réduction du service militaire et de la gratuité de la justice aux législatives de 1898, il est élu député le 8 mai et défait le député sortant de Senlis avec l’étiquette républicain progressiste. Il siège au Palais-Bourbon avec les députés de la gauche radicale (c'est-à-dire l'aile la plus centriste des radicaux).
Un nouvel affrontement avec les cléricaux du conseil municipal entre 1901 et 1902 suivi d'une sévère défaite aux élections législatives le 15 mai 1902 qui lui font perdre son siège l'affaiblissent. C'est dans ce contexte que « le Courrier de l'Oise » accuse le docteur Chopinet d'avoir falsifié les opérations de vote lors des dernières législatives. Le 25 mai, paraît dans « l’Écho républicain du Valois », un article titré « La question religieuse à Crépy » signé par Chopinet. S'ensuit une bataille politico-médiatique entre cléricaux et anticléricaux de Crépy-en-Valois.
Les élections municipales du 3 août 1902 voient le succès de Chopinet et le renforcement de son camp avec une campagne axée par le docteur sur l'amélioration du sort des travailleurs. 
Battu en 1902, le maire de Crépy retrouve cependant son siège de député comme radical-socialiste en 1906, et est réélu en 1910.
Président du comité de la Ligue des Droits de l’Homme de la ville, Gustave Chopinet est dreyfusard et franc-maçon.
Battu aux législatives de 1914, il se distingue comme maire de Crépy-en-Valois, au début de la Première Guerre mondiale, en faisant face avec courage et détermination à l'invasion allemande. Il fait partie des otages de la ville après en avoir dressé la liste à la demande de l'occupant, le 2 septembre,,. Durent cette période il tient un journal, listant les principaux faits de la guerre à Crépy.
Il est membre de la société française de secours aux blessés militaires des armées de terre et de mer.
Il est ainsi cité à l'ordre de la Nation, puis décoré de la Légion d'honneur en 1917.

### Mort
Il meurt en cours de mandat, le 23 décembre 1918  en son domicile dans le 5e arrondissement de Paris .

## Distinctions, récompenses et hommages

### Décorations
- Chevalier de la Légion d'honneur le 12 mai 1917 par décret du 1er avril 1917[12],
- Médaille de la ville de Crépy-en-Valois, à titre posthume, le 11 novembre 2018[14]

### Hommages
En septembre 2018, à l'orée du centenaire de la mort de Gustave Chopinet, une exposition d'archives publiques et de documents privés lui est consacrée ainsi qu'à son successeur à la mairie de Crépy-en-Valois, Jean Vassal, au musée de l'archerie et du Valois.

## Publications
- Gustave Chopinet, Étude sur l'hydrocèle et son traitement par le procédé de Defer, Paris, Parent, 1875, 57 p. (lire en ligne)
- Gustave Chopinet, Théodore Baudon et Noël, Proposition de loi ayant pour objet d'ouvrir au ministre de l'Intérieur, sur l'exercice 1901, un crédit de 200,000 francs pour venir en aide aux victimes du cyclone du 1er juin dans le département de l'Oise, Paris, impr. de Motteroz, 7 juin 1901, 2 p. (BNF 30240067)
- Gustave Chopinet et Théodore Baudon, Proposition de loi : Allocation de 100,000 fr. aux victimes de l'orage du 29 juin dans les cantons de Méru et de Senlis, Paris, impr. de Motteroz, 3 juillet 1901, 1 p. (BNF 30240068)

### Archives
- « Chopinet Gustave ». Fonds : Dossier de Légion d'honneur; Cote : 19800035/119/15015. Pierrefitte-sur-Seine : Archives nationales (France) (lire en ligne).